# ذخيرة موجهة بدقة

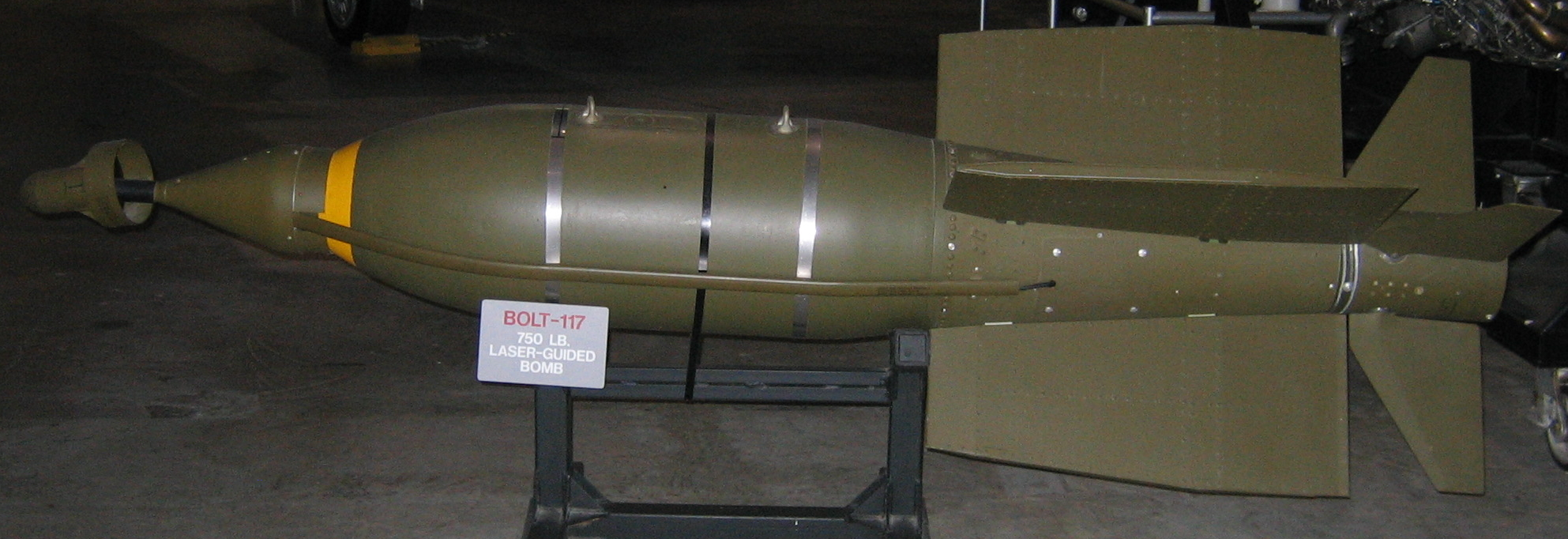
بولت-117، كانت أول قنبلة موجهة بالليزر في العالم

ذخيرة موجهة بدقة والمعروفة اختصار: (بي جي إم) (بالإنجليزية: Precision-guided munition (PGM))‏ أو ذخيرة ذكية أو سلاح ذكي، هي ذخيرة موجهة تهدف إلى ضرب هدف محدد بالضبط، والتقليل من الأضرار الجانبية.

## نبذة
هي أسلحة ذاتية التوجيه أو قد تكون شبه ذاتية التوجيه على حسب الصنف، يقصد منها إحداث أقصى قدر من التدمير للهدف وتقليل الدمار في المنطقة المحيطة إلى أدنى حد. كما تعرف أيضا بأنها الأسلحة التقليدية، غير النووية، التي يمكن توجيهها بدقة نحو أهدافها بعد إطلاقها. وفي نفس الوقت فهذه الذخائر مقاومة للأعمال الإلكترونية المضادة، بسبب وجود تكنولوجيا الحماية الذاتية، التي تعمل عقب انطلاقها.

## بداية استخدام الذخائر الذكية
بدأ استخدام الذخائر الذكية في الحرب الفيتنامية،وقد اعتبر ذلك خطوة هامة في الحروب الجوية.حيث تقوم القنابل بتوجيه نفسها باتجاه الهدف مما يزيد من مستوى دقتها. و يمكن توجيه هذه القنابل باستخدام أجهزة ليزر، أو وسائل كهروضوئية، أو أخرى تعمل بالأشعة تحث الحمراء، أو بنظام تحديد إحداثيات المواقع في العالم(GPS).

## العوامل العامة التي أدت إلى تطور الذخائر الذكية

### الحرب عالية الشدة
تبقى الحرب عالية الشدة أكتر التهديدات التي قد تواجه أي دولة حيث عادة ما يصنف ذلك النوع من الحروب بالوحشية وخفة الحركة، مع العلم أن الاشتباكات فيها تعتبر مكلفة نوعا ما، وتتطلب دائما أسلحة أكتر تقدما قادرة على الرد السريع والاحتمال الكبير للتدمير والقتل.

### التدخل المسلح
في الحالات التي لا تحتاج في شن حرب شاملة ويشمل ذلك دخول قوات مقاتلة في أراضي أو مناطق متنازع عليها داخل حدود أخرا حيث يتطلب ذلك أسلحة سهلة الحمل ودقيقة الإصابة وعادة ما يكون هدف قوات التدخل محدودا للغاية (على سبيل المثال إنقاد الرهائن).

### عمليات مقاومات التمرد
وهذا ضد عدو غير محدد المعالم، وغير معروف، حيث يحتاج ذلك تصميم شكل وحجم السلاح في القوة العسكرية بتقنية خاصة لتكمل مهمة الإجراءات السياسية، الاقتصادية، النفسية، المدنية التي يلزم اتخاذها لهزيمة التمرد المسلح.

### عمليات مقاومة الإرهاب
تدل كافة المؤشرات على أن الأسلحة تغير تدريجيا بعض مفاهيم العلوم الاجتماعية حول الأخلاق والقتل والعلاقات الدولية والعدوان.فخلال السنوات القليلة الماضية استخدم الكتير من الخبراء العسكريين التطور التكنولوجي في مجال الأسلحة الذكية للقول أن التكلفة الإنسانية للحروب انخفضة بسبب الأسلحة الذكية التي تصيب الهدف بشكل دقيق، وبالتالي فإن اندلاع الحروب لا يجب أن يثير الخوف أو الاستياء لأن الأسلحة الذكية ستدمر دفاعات الطرف الأخر من الإرهابيين بدقة من دون أن تحدث خسائر كبيرة في صفوف المدنيين.

### القابلية للنقل
تحتاج قوات الحملة العسكرية الصغيرة نسبيا إلى نقل احتياجاتها إلى مسرح العمليات. وقد يسبب عدم القدرة على توفير الوسائل البحرية أو بوجه خاص الوسائل الجوية لنقل تلك الاحتياجات، بعد وقت قصير من الانتظار تهديدا من تلك القوات.(و هكذا بدون أدى إلى تسليح الطلائع الأولى للقوات المحمولة أو المنقولة إلى مسرح العمليات، بأنواع خاصة من الأسلحة الفعالة التي يمكن نقلها لمواجهة التهديد المتوقع، أو تنفيد المهمة المطلوبة، والتي قد تكون الدفاع عن مناطق الإنزال في المرحلة الأولى لعملية الحشد.)

### الموثوقية
توجد كتيرة لتحسين موثوقية نظم الأسلحة الجديدة منها :تقليل تكاليف الصيانة طول فترة الاستخدام وتوفير الجاهزية العملياتية. حيث يتطلب تحقيق هجوم دقيق وتجنب التدمير المقصود (العرضي) تأكيدا على هذا العامل أكثر من ذي قبل. و هو ما يحتاج إلى مراجعة تعريف أو فلسفة عامل الموثوقية للمحافظة على عنصر الموثوقية، حيث أصبحت الأسلحة أكثر تعقيدا وتدعو المطالب إلى أقل قدر من الصيانة وزيادة عمر السلاح، لذا يلزم ذلك استخدام حلول تقنية جديدة وبسبب تلك الحلول ذات التقنية الجديدة نتج عنها تطورات الأسلحة الذكية.

### الطاقة الصناعية
تعتبر الطاقة الصناعية من العوامل الهامة التي ساهمت في تطوير الذخائر الذكية وذلك لأن الغلبة دائما في صراعات القرن العشرين للطرف الدي يملك قاعدة صناعية أكبر، سياد تقنية لأعداد محدودة من نظم الأسلحة تتفوق على أعداد كبيرة من النظم المناظرة أقل تقدما وإن كانت تحتفظ بأداء مقبول نسبيا. من المتوقع أن تستهلك الصراعات المستقبلية، حتى ولو كانت لمدة قصيرة، كميات ضخمة من الاحتياجات ومن غير المنطقي أن يتم الاعتماد في الحروب عالية الشدة، على تخزين الاحتياجات لمواجهة صراع طويل المدى ولذلك يصبح من الضروري توفير القدرة على إعادة الإمداد بالاحتياجات وتطوير أداء نظم الأسلحة الذي أصبح عاملا حيويا.

### تنويع مصادر التقنية
من العوامل التي أدت إلى تطوير الذخائر الذكية هو تعدد مصادر التقنية سواء العسكرية أو المدنية حيث أدى تفوق سوق المنتجات المدنية، حتى في التقنيات التي تم تطويرها للإستخدام العسكري، بالإضافة إلى تفكك حلف وارسو إلى رفع مستويات التقنية المتوفرة لآستغلالها في نظم الأسلحة.

## وصلات خارجية
- A Brief History of Precision Guided Weapons
- How Smart Bombs Work
- BBC: "Smart bombs missed Iraqi targets" — on the first employment of the JSOW, guidance failures from a software error subsequently fixed.
- "Fact File: Smart Bombs - not so Smart BBC story discussing the limitations of guided munition employment.
- Janes.com: "Ukraine develops indigenous guided airborne weapons" — 2006 article about Ukrainian guided bomb development.
- "World War II Glide Bombs" (Part1)
- "World War II Glide Bombs" (Part2)
- "World War II Glide Bombs" (Modern Glide Bombs)
- "Soviet/Russian Guided Bombs"  by Air Power Australia